# Maxime Carton de Wiart
Pour les articles homonymes, voir Carton et Wiart.
Pour les autres membres de la famille, voir Famille Carton de Wiart.

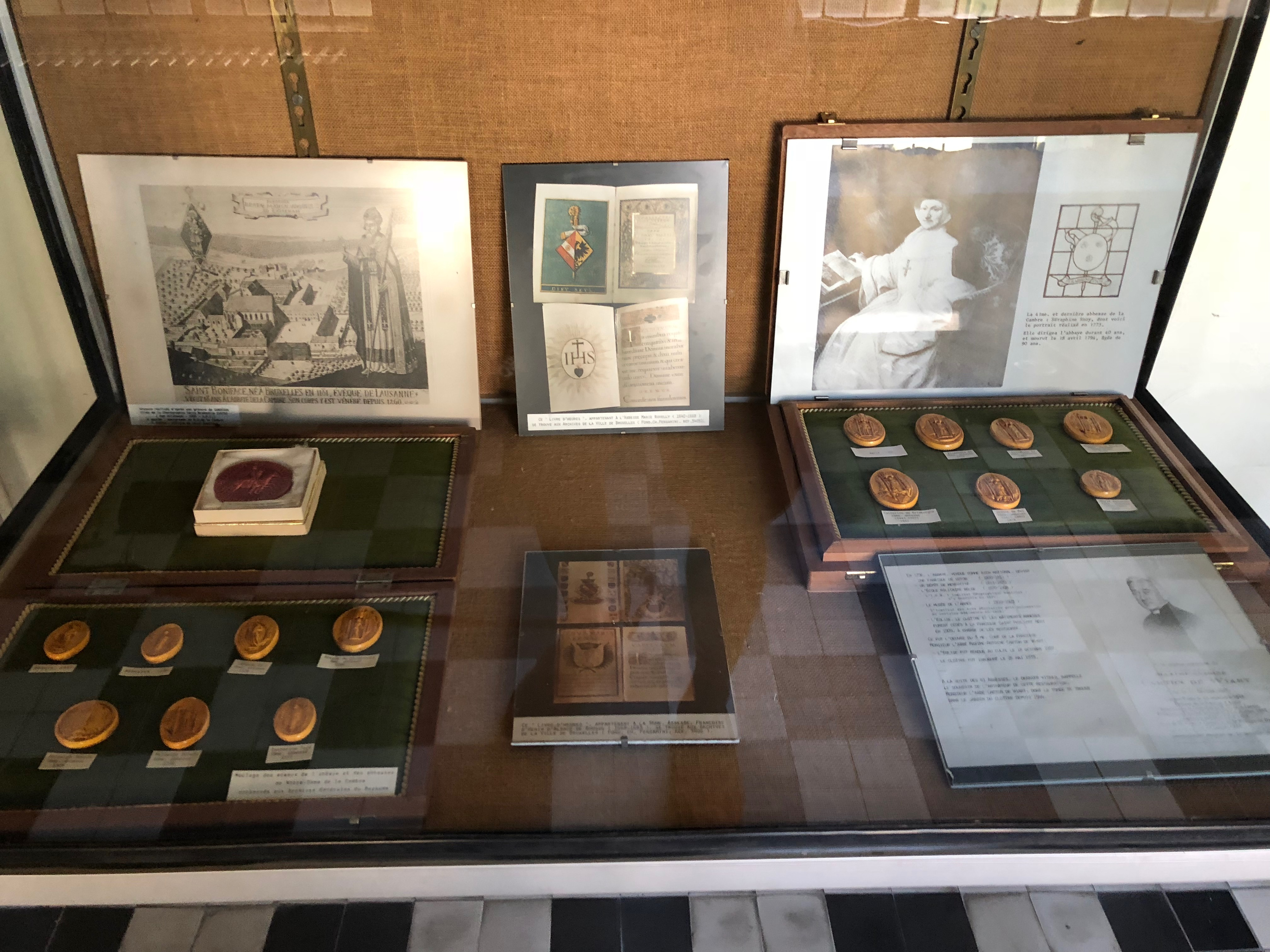
Vitrine du cloître de l'abbaye de la Cambre avec portrait, en bas à droite, de Maxime Carton de Wiart

Maxime Antoine Carton de Wiart, né le 11 février 1875 à Ixelles et mort à Uccle le 30 janvier 1944, curé de Notre Dame de l'abbaye de la Cambre et Saint-Philippe de Néri, nommé en 1921, aumônier au 1er régiment de Guides (1914-1918), fut l’un des grands artisans de la restauration de l’abbaye de la Cambre durant l’entre-deux-guerres. Il est inhumé dans le préau du cloître de la Cambre en date du 8 février 1944.  

## Héraldique
d'argent à trois fasces de sinople, au lion de gueules brochant sur le tout
Devise : Ad altiora

## Décorations et distinctions
- Chevalier de l'ordre de Léopold
- Croix de guerre 1914-1918 avec palme
- Croix du Feu
- Médaille et Croix de l'Yser
- Médaille du combattant volontaire 1914-1918
- Médaille interalliée de la Victoire 1914-1918
- Médaille commémorative de la guerre 1914-1918
- Médaille du roi Albert avec raie
- Médaille commémorative du centenaire de l'indépendance nationale